# Ctenus complicatus
Ctenus complicatus är en spindelart som beskrevs av Pelegrín Franganillo Balboa 1946. 
Ctenus complicatus ingår i släktet Ctenus och familjen Ctenidae. Artens utbredningsområde är Kuba. Inga underarter finns listade i Catalogue of Life.